# Гирло Хоролу
Ги́рло Хоро́лу — гідрологічний заказник місцевого значення в Україні. Розташований у межах Глобинського району Полтавської області, біля села Попівка.
Площа 169 га. Статус надано згідно з рішенням облради від 04.09.1995 року. Перебуває віданні Федорівської сільської ради.
Статус надано для збереження водно-болотних природних комплексів річкової долини Хоролу в місці, де річка впадає у Псел, що має водорегулююче значення.
Екосистеми заказника представлені ділянками лісової, лучної та степової рослинності. У першому ярусі лісу зростають тополя біла, ясен звичайний, осика, в'яз. Другий ярус утворюють клен татарський та клен польовий. У підліску зростають крушина, ліщина, бруслина європейська, у вологих місцях — ожина сиза.
Трав'яний покрив заказника різноманітний. У заплаві річки зростають конвалія звичайна, хвилівник звичайний, підмаренник заплавний, валеріана висока, хміль. На підвищених лісах переважають типові рослини широколистяних лісів куцоніжка лісова, фіалка дивна, адокса мускусна. На вологих знижених ділянках лісу виявлено рослину, занесену до Червоної книги України — косарики тонкі. Мулисті береги річки вкриті заростями кремени.
Весняні лісові первоцвіти представлені такими видами: анемона жовтецева, пшінка весняна, проліска сибірська. На узліссях зростають глід та дика груша (окремі вікові дерева мають діаметр стовбура 90 см.).
На ділянках заказника з лучною рослинністю трапляються лисохвіст лучний, тонконіг лучний, жовтець багатоквітковий, гадючник звичайний, конюшина гірська, подорожник середній, вероніка дібровна. В прибережній смузі зростають лисохвіст тростниковий, мітлиця повзуча, жовтець їдкий.
На схилових ділянках степової рослинності поширені анемона лісова та рястка Гуссона.

## Галерея

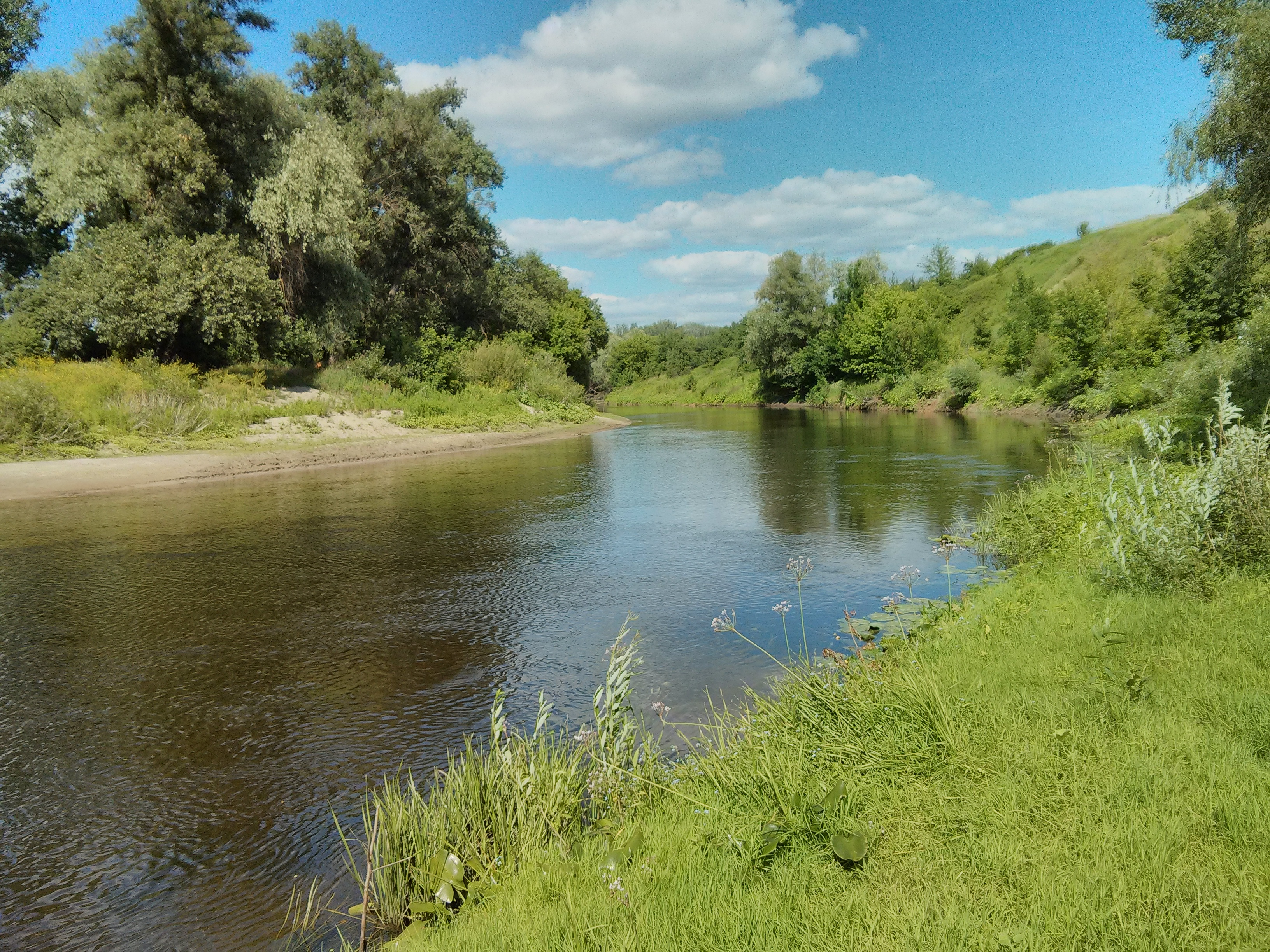
Ріка Псел біля гирла Хоролу
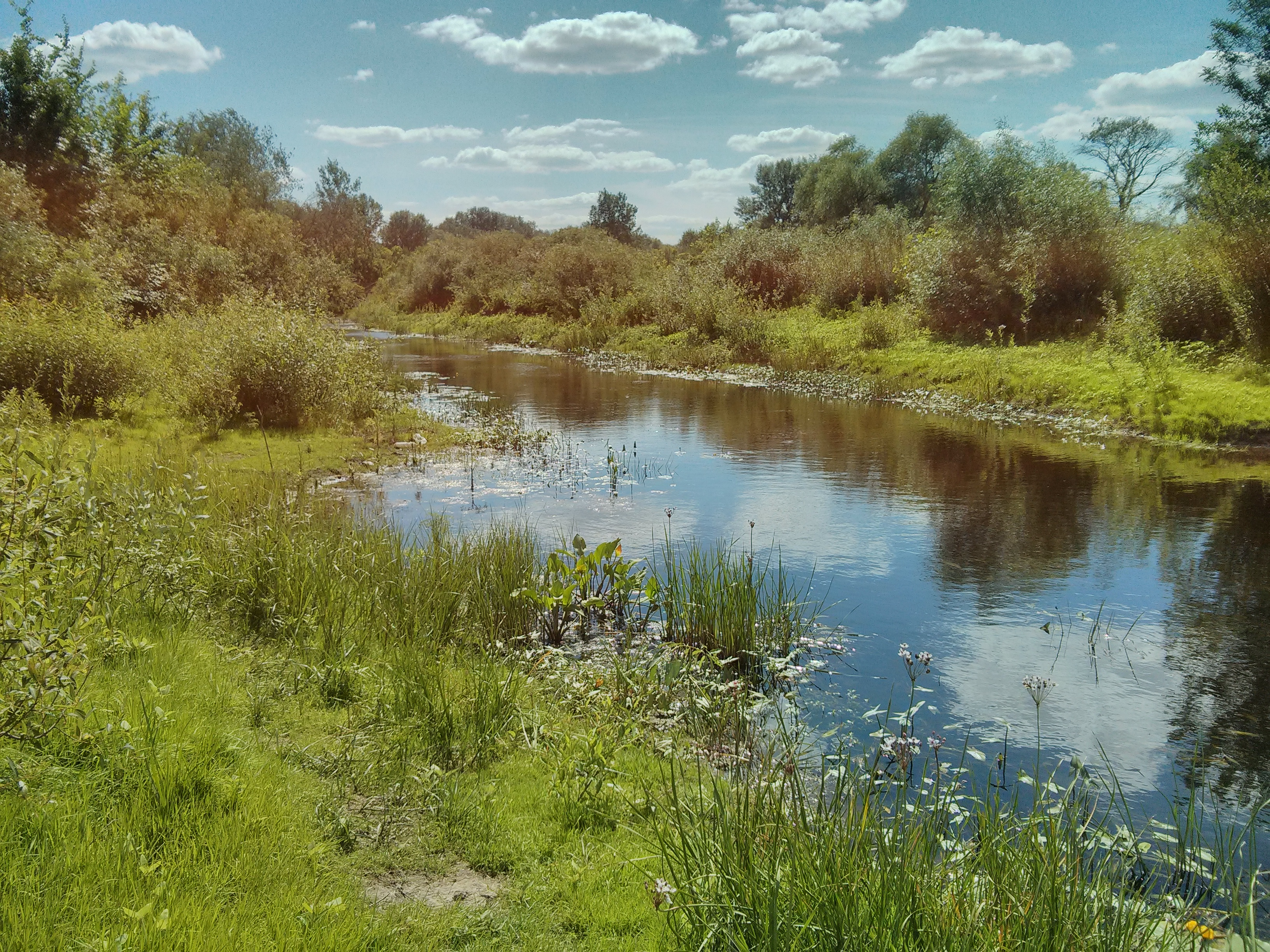
Річка Хорол весною (на місці гирла р. Хорол)
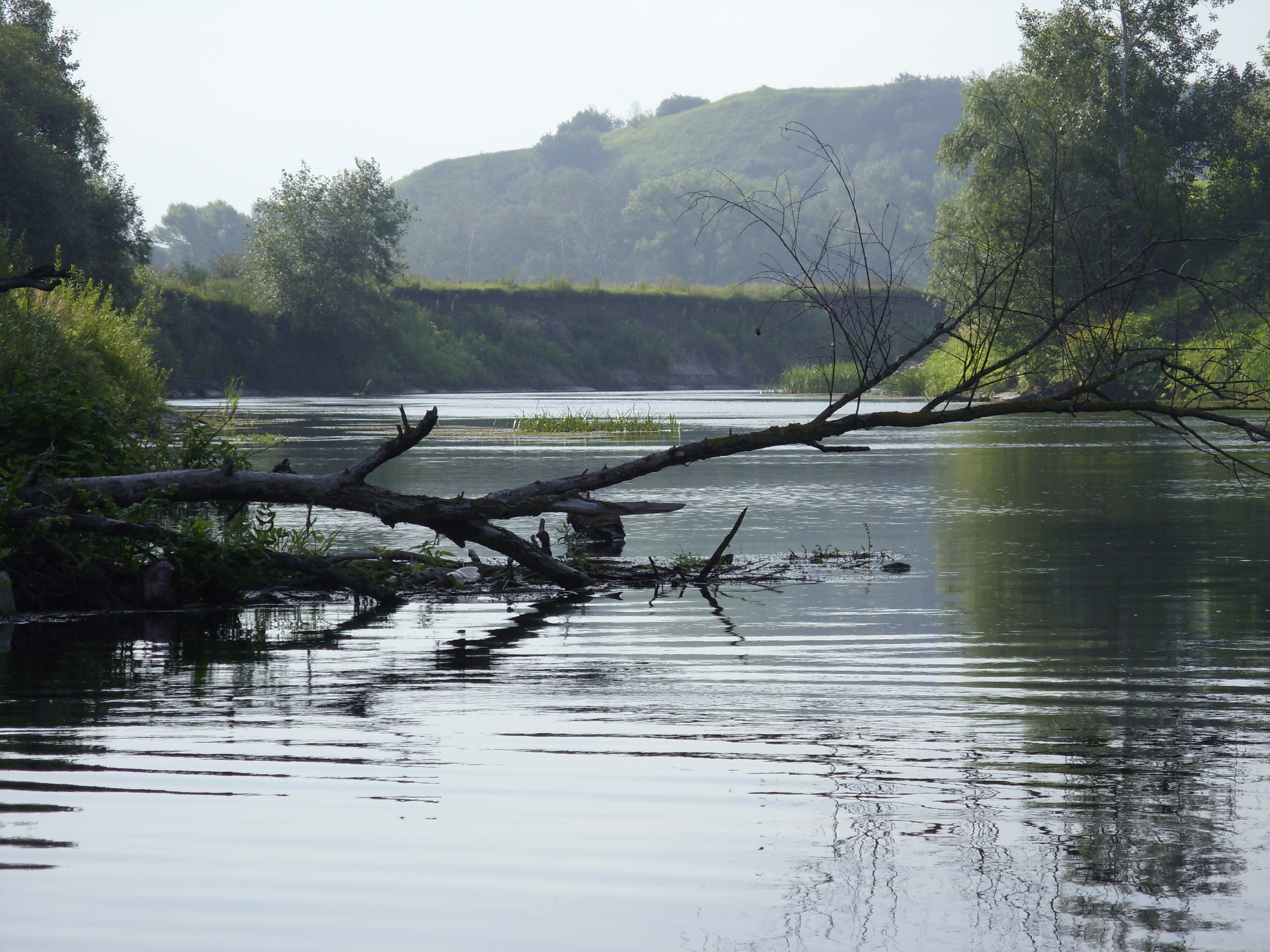
Ріка Псел перед Попівкою
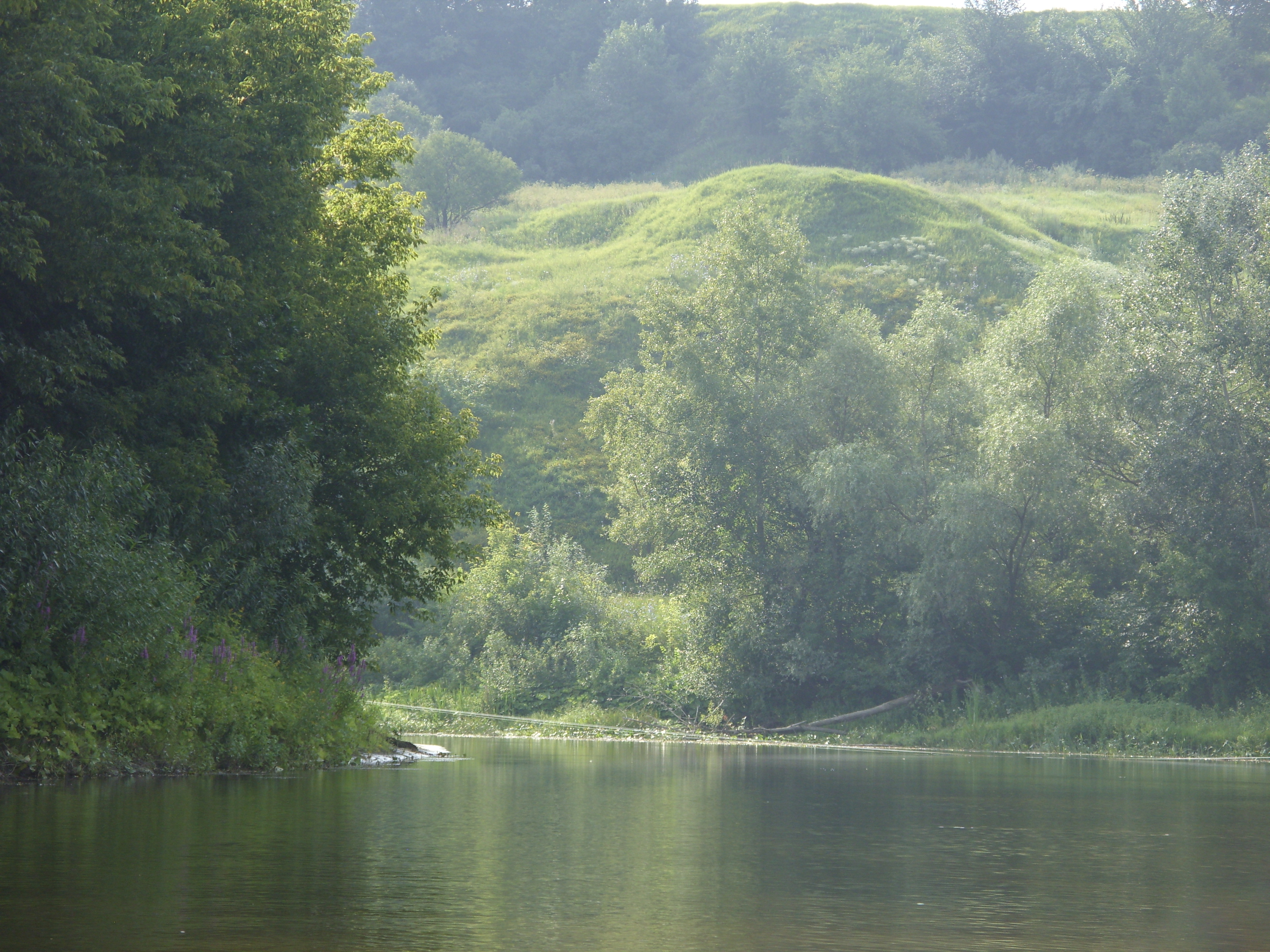
Попівська гора біля гирла Хоролу